# Avenue Circulaire
L'avenue Circulaire est une avenue de la commune bruxelloise d'Uccle.

## Situation et accès
Elle a la particularité d'être, comme son nom l'indique, complètement circulaire. Sa taille est de 1325,6 m. Ses connexions sont : avenue Houzeau, avenue des Statuaires, Dieweg, avenue de Mercure, rue de l’Équateur, avenue de l'Observatoire et avenue de Saturne.

## Origine du nom
Son nom est dû à sa forme particulière : circulaire.

## Bâtiments remarquables et lieux de mémoire
Elle abrite en son centre l'Observatoire royal de Belgique.